# Anomala aericollis
Anomala aericollis är en skalbaggsart som beskrevs av Hermann Burmeister 1855. Anomala aericollis ingår i släktet Anomala och familjen Rutelidae. Inga underarter finns listade i Catalogue of Life.